# Liste der Biografien/Borr
Liste der Biografien |
Portal Biografien |
Personensuche
# |
A |
B |
C |
D |
E |
F |
G |
H |
I |
J |
K |
L |
M |
N |
O |
P |
Q |
R |
S |
T |
U |
V |
W |
X |
Y |
Z |
?
 
Ba |
Be |
Bd |
Bg |
Bh |
Bi |
Bj |
Bl |
Bm |
Bn |
Bo |
Br |
Bs |
Bu |
Bw |
By |
Bz
 
Boa–Boc |
Bod |
Boe |
Bof |
Bog |
Boh |
Boi–Bok |
Bol |
Bom |
Bon |
Boo |
Bop |
Boq |
Bor |
Bos |
Bot |
Bou |
Bov–Boz
 
Bora |
Borb |
Borc |
Bord |
Bore |
Borg |
Borh |
Bori |
Borj |
Bork |
Borl |
Borm |
Born |
Boro |
Borq |
Borr |
Bors |
Bort |
Boru |
Borv |
Borw |
Bory |
Borz
Die Liste der Biografien führt alle Personen auf, die in der deutschsprachigen Wikipedia einen Artikel haben. Dieses ist eine Teilliste mit 157 Einträgen von Personen, deren Namen mit den Buchstaben „Borr“ beginnt.

## Borr

### Borra
- Borra, Borisav Milojkovic (1921–1998), jugoslawischer Magier, König der Taschendiebe
- Borra, Gabriel (1937–2019), belgischer Radrennfahrer
- Borra, Giovanni Battista (1712–1786), italienischer Zeichner und Architekt
- Borracetti, Renato (* 1903), italienischer Filmregisseur und Drehbuchautor
- Borrachero, Alicia (* 1968), spanische SchauspielerinAlicia Borrachero (* 1968)

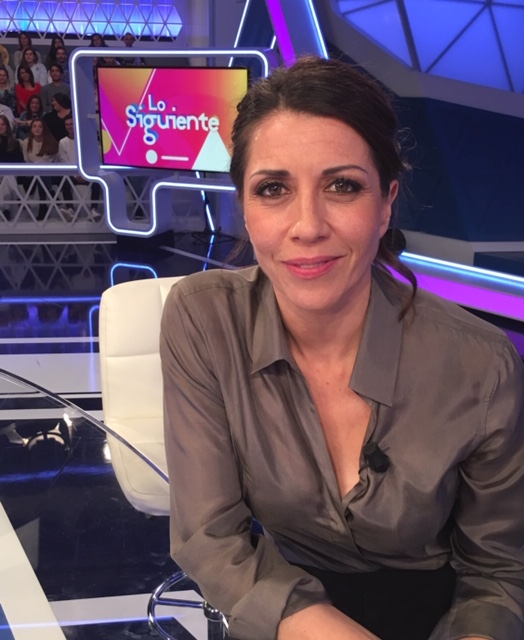
Alicia Borrachero (* 1968)

- Borrack, Max (1901–1945), deutscher Widerstandskämpfer und Sozialist
- Borradaile, Osmond (1898–1999), kanadischer Kameramann
- Borradori, Giovanna (* 1963), italienische Philosophin
- Borradori, Marco (1959–2021), Schweizer Politiker (Lega)
- Borrajo, Alejandro (* 1980), argentinischer Radrennfahrer
- Borrajo, Armando (1976–2010), argentinischer Radrennfahrer
- Borrani, Odoardo (1833–1905), italienischer Genremaler
- Borrani, Siro (1860–1932), Schweizer römisch-katholischer Geistlicher und Kirchenhistoriker
- Borras, Marion (* 1997), französische Radsportlerin
- Borràs, Nicolau (1530–1610), Maler der Spanischen Renaissance im Königreich Valencia
- Borrás, Omar (1929–2022), uruguayischer Fußballtrainer
- Borraß, Emil (1856–1930), deutscher Geodät
- Borrassà, Lluís (1375–1425), katalanischer Maler
- Borraz, Juan (* 1946), spanischer Mittelstreckenläufer

### Borre
- Borré, Lya (1889–1920), deutsche Theater- und Stummfilmschauspielerin
- Borre, Ole (1932–2023), dänischer Politikwissenschaftler, Soziologe und Hochschullehrer
- Borré, Rafael (* 1995), kolumbianischer FußballspielerRafael Borré (* 1995)

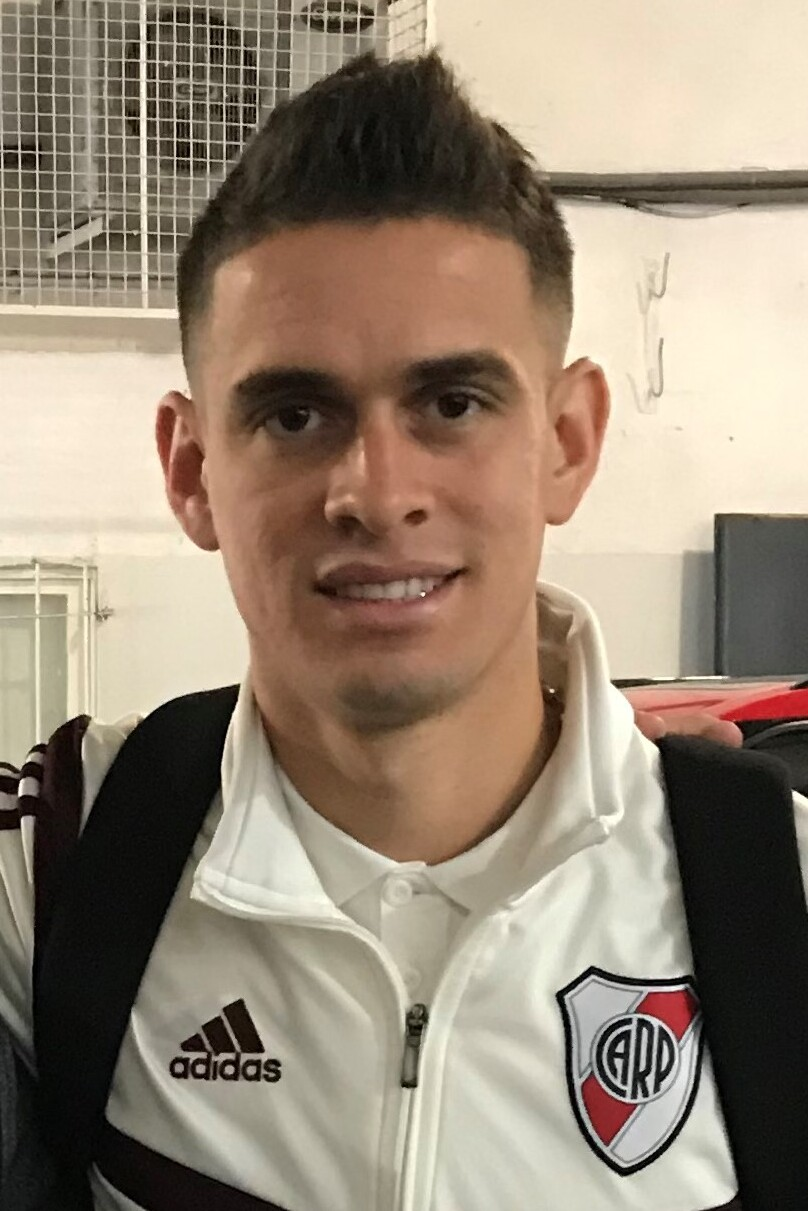
Rafael Borré (* 1995)

- Børregaard Ravn, Alma (* 2009), dänische Sprinterin
- Borregán, Alberto (* 1977), katalanischer Rollhockeyspieler
- Borrel, Alfred (1836–1927), französischer Medailleur
- Borrel, Amédée (1867–1936), französischer Mediziner und Bakteriologe
- Borrel, Andrée (1919–1944), französische Agentin des SOE
- Borrel, Maurice Valentin (1804–1882), französischer Medailleur
- Borrell del Caso, Pere (1835–1910), spanischer Maler, Zeichner und Aquarellist
- Borrell García, Federico (1912–1936), spanischer Mühlenarbeiter und Milizionär
- Borrell II. († 992), Graf von Barcelona, Gerona, Ausona und Urgell
- Borrell, Johnny (* 1980), britischer Musiker
- Borrell, Josep (* 1947), spanischer Politiker (PSC), MdEPJosep Borrell (* 1947)

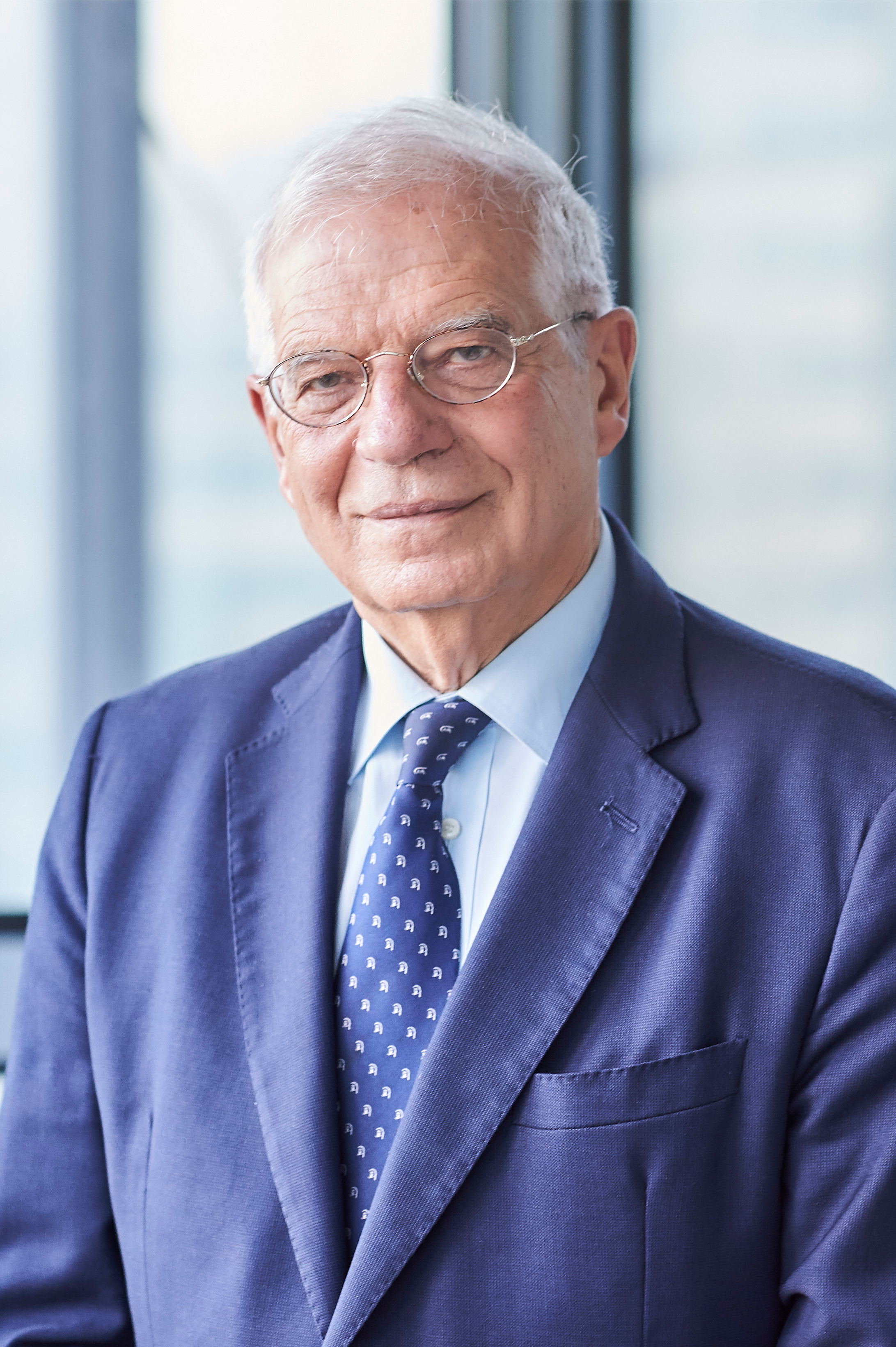
Josep Borrell (* 1947)

- Borrelli, David (* 1971), italienischer Politiker
- Borrelli, David (* 1981), italo-kanadischer Eishockeyspieler
- Borrelli, Juan José (* 1970), argentinischer Fußballspieler
- Borrello, Brandon (* 1995), australischer Fußballspieler
- Borrelly, Alphonse Louis Nicolas (1842–1926), französischer Astronom
- Borreman, Jan der Ältere, flämischer Bildschnitzer der Spätgotik
- Borremans, Emile Jules (1881–1944), belgischer römisch-katholischer Geistlicher, Prämonstratenser, Komponist und Märtyrer
- Borremans, Guglielmo (1672–1724), flämischer Maler
- Borremans, Michaël (* 1963), belgischer Künstler und Filmemacher
- Borremans, Paul (1931–1989), belgischer Radrennfahrer
- Borren, Arthur (* 1949), neuseeländischer Hockeyspieler
- Borren, Quintilian (1855–1927), deutscher Laienbruder im Franziskanerorden und Architekt
- Borrer, Theodor (1894–1914), Schweizer Luftfahrtpionier
- Borrero Cortázar, Antonio (1827–1911), ecuadorianischer Politiker, Präsident von Ecuador
- Borrero Molina, Ismael (* 1992), kubanischer Ringer
- Borrero, José Ignacio (1921–2004), kolumbianischer Ornithologe
- Borrero, Juana (1877–1896), kubanische Dichterin und Malerin
- Borrero, Manuel María (1883–1975), ecuadorianischer Anwalt und Politiker
- Børresen, Hakon (1876–1954), dänischer Komponist
- Børresen, Hans Peter (1825–1901), dänischer Missionar
- Borret, Eduard Joseph Hubert (1816–1867), niederländischer Staatsanwalt und Politiker
- Borrey, Francis (1904–1976), französischer Arzt und Politiker

### Borrh
- Borrhaus, Martin (1499–1564), deutscher Theologe, Reformator und Alttestamentler

### Borri
- Borri, Giuseppe Francesco (1627–1695), italienischer Alchemist
- Borri, Squarcino (1230–1277), italienischer Condottiere (Söldner-Führer) und der feudale Herr der Stadt Santo Stefano Ticino
- Borrias, Hette (* 1953), niederländische Ruderin
- Borrie, Gordon, Baron Borrie (1931–2016), britischer Politiker und Anwalt
- Borriello, Marco (* 1982), italienischer Fußballspieler
- Borries, Achim von (* 1968), deutscher Regisseur und DrehbuchautorAchim von Borries (* 1968)

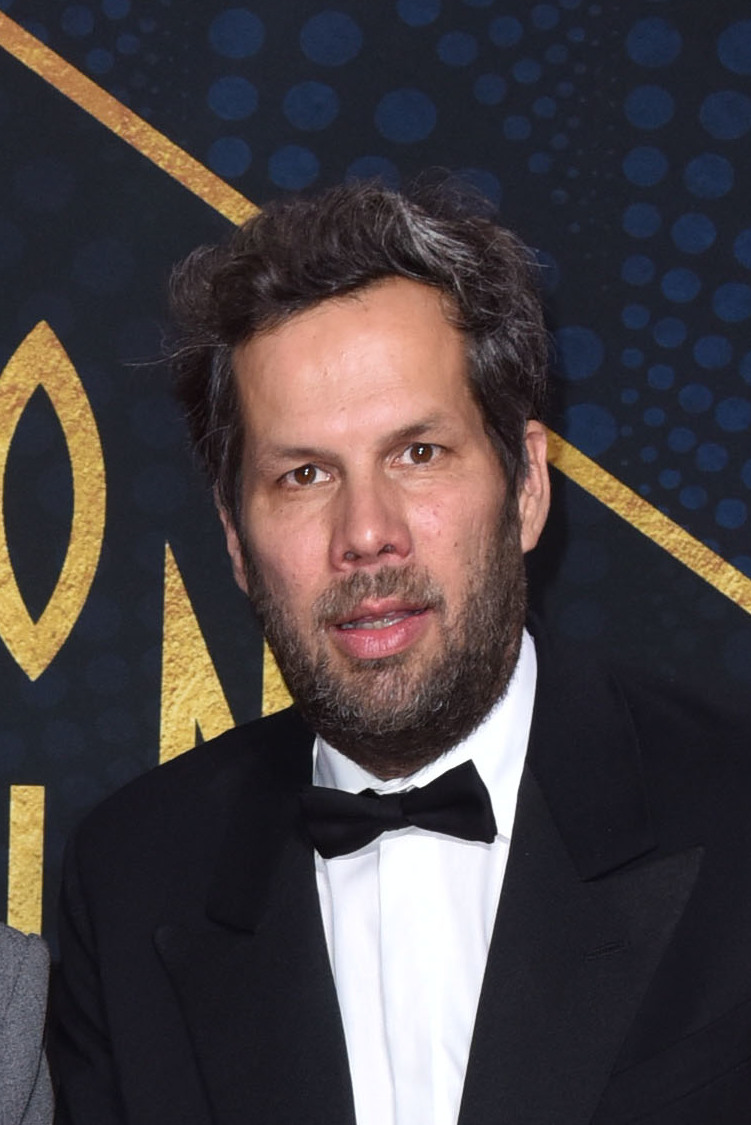
Achim von Borries (* 1968)

- Borries, Anna von (1854–1951), Namensgeberin des nach ihr benannten Annastiftes in Hannover
- Borries, August von (1816–1899), preußischer General der Infanterie
- Borries, August von (1852–1906), deutscher Lokomotivkonstrukteur
- Borries, Bettine von (* 1971), deutsche Drehbuchautorin
- Borries, Bodo von (1905–1956), deutscher Elektrotechniker und Miterfinder des Elektronenmikroskops
- Borries, Bodo von (* 1943), deutscher Historiker und Geschichtsdidaktiker
- Borries, Christian von (* 1961), deutsch-schweizerischer Flötist, Dirigent, Komponist, Film- und Musikproduzent
- Borries, Daniel von (* 1965), deutscher Bankkaufmann, Volkswirt und Manager
- Borries, Eduard von (1807–1872), preußischer Richter und Politiker
- Borries, Emil von (1859–1922), deutscher Lokalhistoriker und Lehrer
- Borries, Franz Christian von (1723–1795), deutscher Geheimrat und Adeliger
- Borries, Franz von (1785–1858), deutscher Rittergutsbesitzer, Politiker, Regierungsbeamter und Ehrenbürger der Stadt Minden
- Borries, Franz von (1868–1943), deutscher Regierungsbeamter
- Borries, Friedrich von (* 1974), deutscher Architekt und KuratorFriedrich von Borries (* 1974)

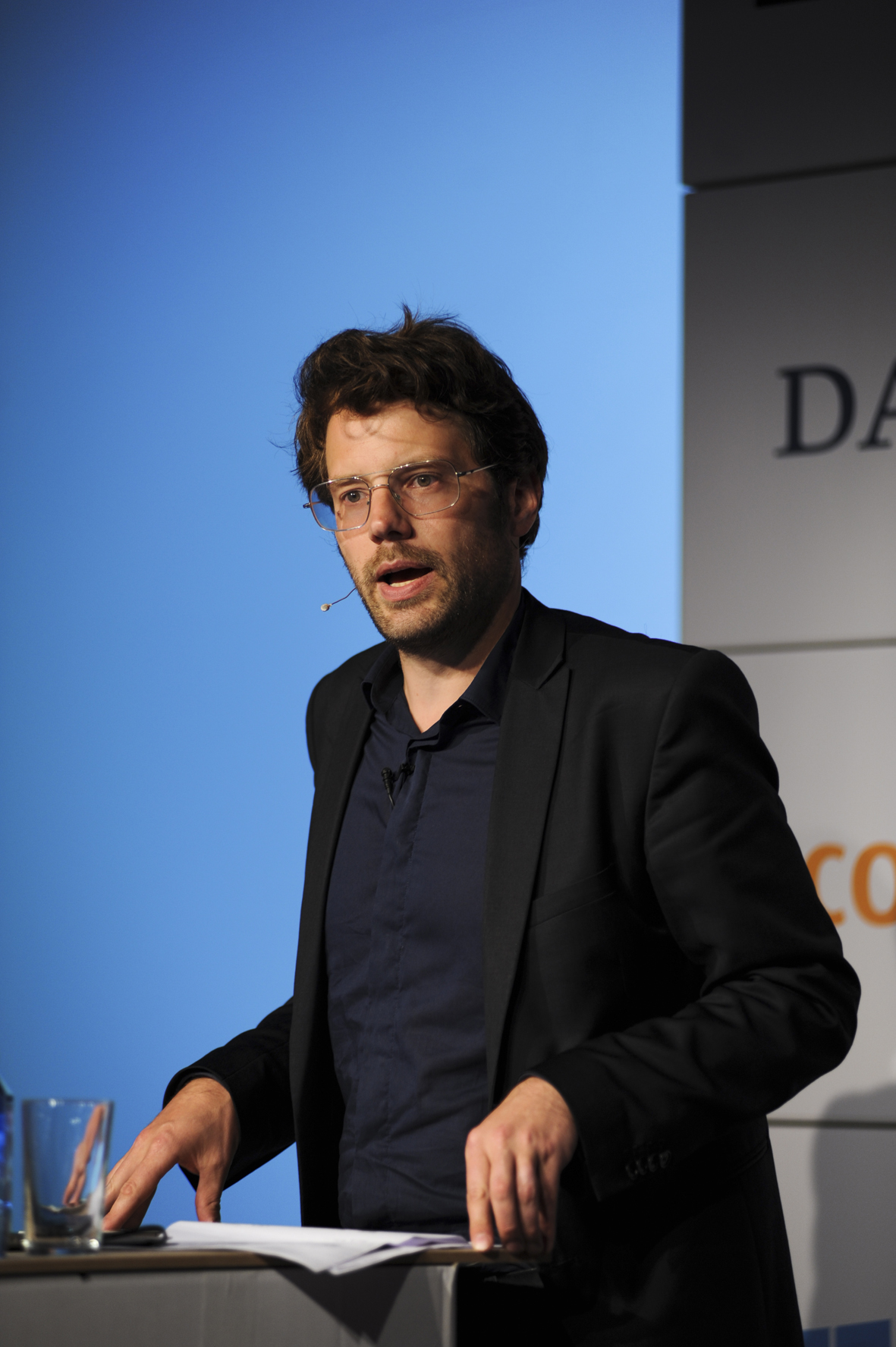
Friedrich von Borries (* 1974)

- Borries, Fritz von (1892–1983), deutscher Komponist
- Borries, Georg von (1811–1870), deutscher Regierungsbeamter und Abgeordneter
- Borries, Georg von junior (1857–1922), deutscher Jurist, preußischer Verwaltungsbeamter, Rittergutsbesitzer
- Borries, Hans von (1819–1901), preußischer Oberst und Prähistoriker
- Borries, Heinrich Otto von (1728–1785), Vizedirektor des kurhannoverischen Konsistoriums in Stade
- Borries, Hermann von (1820–1896), deutscher Verwaltungsbeamter
- Borries, Hermann von (1899–1943), deutscher Offizier im Zweiten Weltkrieg
- Borries, Johann Friedrich von (1684–1751), kurhannoverischer Jurist und Kanzleidirektor
- Borries, Karl von (1854–1938), preußischer General der Infanterie im Ersten Weltkrieg
- Borries, Kurt (1895–1968), deutscher Historiker und Hochschullehrer
- Borries, Kurt von (1885–1967), deutscher Regierungsbeamter, Landrat des Kreises Lübbecke
- Borries, Kurt-Wolf von (1928–1985), deutscher Bildhauer und Grafiker
- Börries, Marco (* 1968), deutscher UnternehmerMarco Börries (* 1968)

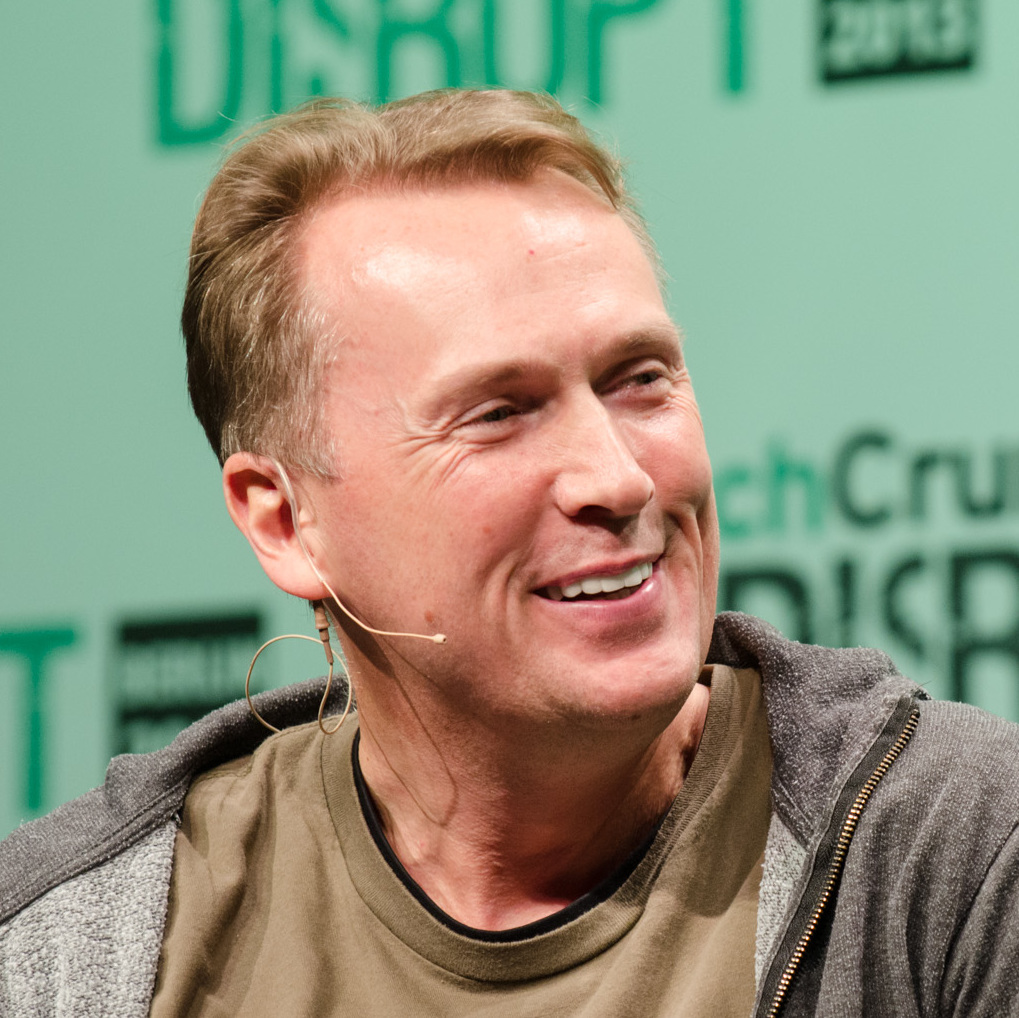
Marco Börries (* 1968)

- Borries, Philipp von (1778–1838), deutscher Regierungsbeamter
- Borries, Rudolf von (1843–1890), deutscher Rittergutsbesitzer, Regierungsbeamter und Politiker (NLP), MdR
- Borries, Rudolf von (1863–1932), deutscher Generalmajor der Reichswehr sowie Militärschriftsteller
- Borries, Siegfried (1912–1980), deutscher Violinist und Violinpädagoge
- Borries, Sophie (1799–1841), deutsche Lyrikerin
- Borries, Wilhelm von (1802–1883), hannoverscher Minister
- Borries, Wilhelm von (1836–1913), deutscher Jurist, preußischer Verwaltungsbeamter, Rittergutsbesitzer
- Borries-Pusback, Bärbel von (1942–2010), deutsche Sozialwissenschaftlerin
- Borrillo, Daniel (* 1961), argentinischer Rechtswissenschaftler
- Borring, Jonas (* 1985), dänischer Fußballspieler
- Borris, Birgit (* 1967), deutsche Juristin und Richterin am Bundesgerichtshof
- Borris, Maciej (* 1994), polnischer Volleyballspieler
- Borris, Siegfried (1906–1987), deutscher Komponist, Musikwissenschaftler und Musikpädagoge
- Borris, Simone (* 1962), deutsche Politikerin (parteilos)Simone Borris (* 1962)

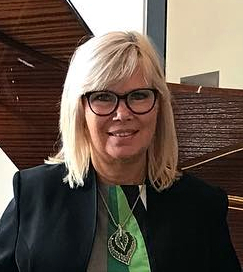
Simone Borris (* 1962)

- Borriss, Heinrich (1909–1985), deutscher Botaniker und Pflanzenphysiologe
- Borriss, Otto (1881–1975), deutscher Lehrer und Heimatforscher

### Borrm
- Borrmann, André (* 1978), deutscher Bauingenieur und Hochschullehrer
- Borrmann, Dagmar (* 1955), deutsche Dramaturgin, Theaterwissenschaftlerin und Publizistin
- Borrmann, Detlef, deutscher Rechtsanwalt und Staatssekretär (Berlin)
- Borrmann, Elmar (* 1957), deutscher Fechter
- Borrmann, Fritz (1869–1942), deutscher Unternehmer und Politiker (Wirtschaftspartei), MdR
- Borrmann, Gerhard (1908–2006), deutscher Physiker
- Borrmann, Günter (1926–2017), deutscher Sportwissenschaftler, Hochschullehrer und Turnfunktionär
- Borrmann, Gustav (1895–1975), deutscher KPD-Funktionär, Oberst im Ministerium für Staatssicherheit (MfS) der DDR
- Borrmann, Hermann (1911–1998), deutscher Stadtarchivar, Heimatforscher, Autor und Lehrer
- Borrmann, Ina (* 1969), deutsche Filmregisseurin und Drehbuchautorin und Filmproduzentin
- Borrmann, Jens (* 1974), deutscher Langstreckenläufer
- Borrmann, Jörg (* 1975), deutscher Zauberkünstler und Illusionist
- Borrmann, Karl (1914–1992), deutscher Jurist
- Borrmann, Klaus (* 1936), deutscher Forstmann, Heimatforscher und Autor
- Borrmann, Martin (1895–1974), deutscher Schriftsteller
- Borrmann, Max (1848–1930), deutscher Gutsbesitzer und Politiker
- Borrmann, Mechtild (* 1960), deutsche Kriminalromanautorin, Pädagogin und GastronominMechtild Borrmann (* 1960)

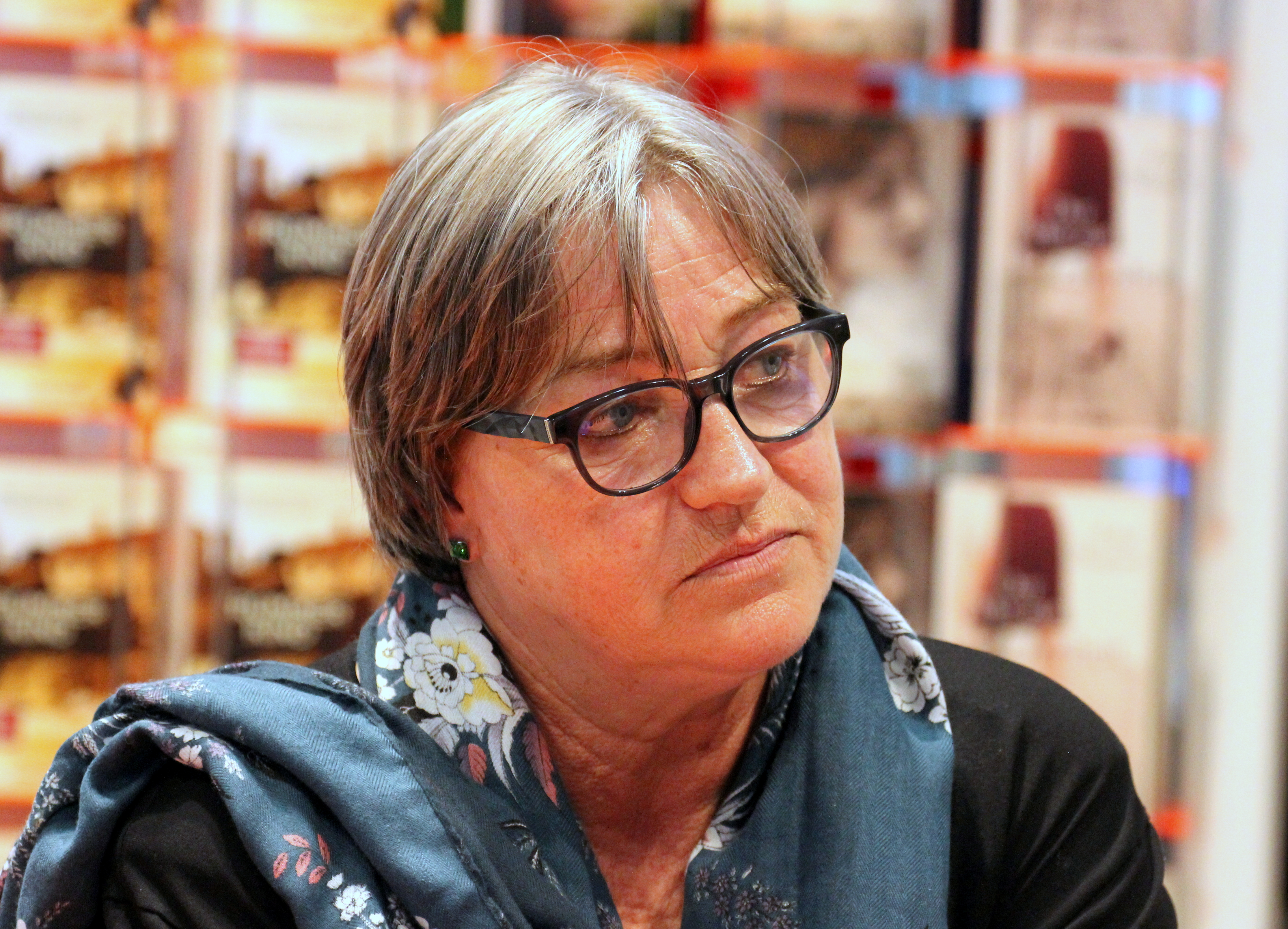
Mechtild Borrmann (* 1960)

- Borrmann, Raimund (* 1960), deutscher Unternehmer und Politiker (NPD)
- Borrmann, Richard (1852–1931), deutscher Architekt, Bauforscher, Bauhistoriker und Hochschullehrer
- Borrmann, Robert (1870–1943), deutscher Pathologe
- Borrmann, Rolf (1928–2007), deutscher Sexualaufklärer und Sportfunktionär
- Borrmann, Stefan (* 1974), deutscher Soziologe
- Borrmann, Stephan (* 1959), deutscher Meteorologe
- Borrmann, Ulrich (* 1956), deutscher Radrennfahrer
- Borrmeister, Richard (1876–1938), deutscher Genre- und Silhouettenmaler

### Borro
- Borro, Alessandro dal (1600–1656), toskanischer Edelmann und General
- Borro, Luigi (1826–1880), italienischer Bildhauer und Maler
- Borromäus, Karl (1538–1584), Kardinal und Heiliger der katholischen KircheKarl Borromäus (1538–1584)

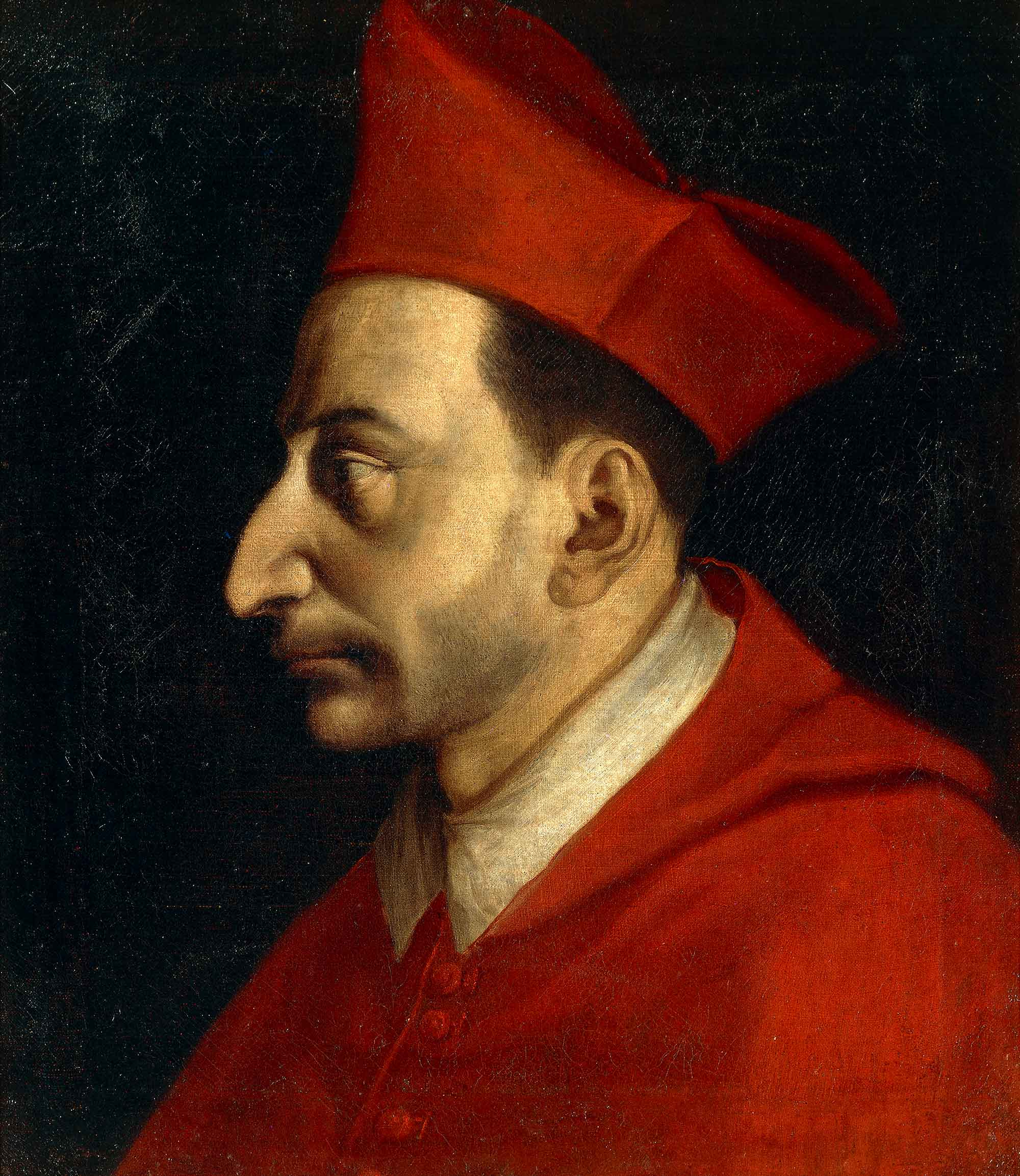
Karl Borromäus (1538–1584)

- Borromeo Arese, Giovanni Benedetto (1679–1744), italienischer Adeliger und Geschäftsmann
- Borromeo Ferri, Rita (* 1976), deutsche Mathematikdidaktikerin und Hochschullehrerin
- Borromeo, Agostino (1944–2024), italienischer Historiker
- Borromeo, Alexandrino, indonesisch-osttimoresischer Verwaltungsbeamter
- Borromeo, Carlo III. (1586–1652), italienischer Adliger
- Borromeo, Carlo IV. (1657–1734), italienischer Adliger, Vizekönig in Neapel und Plenipotentiar in Reichsitalien
- Borromeo, Christian (* 1957), italienischer Schauspieler
- Borromeo, Edoardo (1822–1881), italienischer Kardinal
- Borromeo, Federico (1564–1631), Kardinal der römisch-katholischen Kirche
- Borromeo, Federico (1617–1673), italienischer Kardinal und Bischof
- Borromeo, Giberto (1671–1740), Kardinal der Römischen Kirche
- Borromeo, Giberto III. (1615–1672), italienischer Kardinal in der Emilia-Romagna
- Borromeo, Giovanni (1898–1961), italienischer Arzt und Gerechter unter den Völkern
- Borromeo, Luigi Carlo (1893–1975), italienischer Geistlicher, Bischof von Pesaro
- Borromeo, Renato II. (1613–1685), italienischer Decurione in Mailand
- Borromeo, Vitaliano (1720–1793), Kardinal der römisch-katholischen Kirche
- Borromeo, Vitaliano VI. (1620–1690), italienischer Adliger, Diplomat und Gemäldesammler
- Borromini, Francesco (1599–1667), italienischer ArchitektFrancesco Borromini (1599–1667)

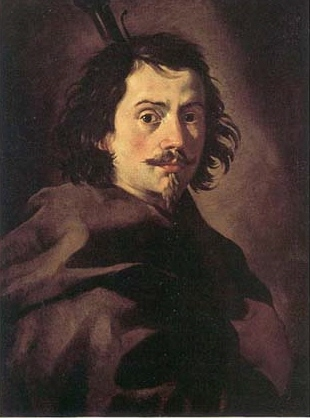
Francesco Borromini (1599–1667)

- Borrono, Pietro Paolo, italienischer Lautenist und Komponist der Renaissance
- Borror, Donald Joyce (1907–1988), US-amerikanischer Entomologe, Bioakustiker und Ornithologe
- Borrow, David (* 1952), britischer Politiker, Mitglied des House of Commons
- Borrow, George (1803–1881), britischer Schriftsteller, Reisender und Philologe
- Borrows, Brian (* 1960), englischer Fußballspieler
- Borrows, John (* 1963), kanadischer Rechtswissenschaftler, Hochschullehrer